# 라이트 킹

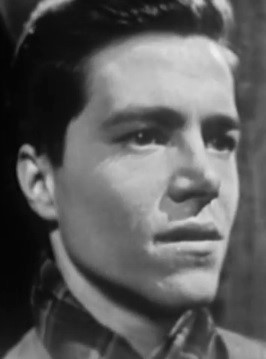

라이트 킹(Wright King, 1923년 1월 11일 ~ 2018년 11월 25일)은 미국의 배우, 텔레비전 배우이다.

## 방송
- 도망자 로간

## 영화
- 도망자 로간 (1977년)
- 인베이젼 오브 더 비 걸스 (1973년)
- 샌프란시스코 수사반 (1972년)
- 피니안의 무지개 (1968년)
- 혹성탈출 (1968년) - 닥터 게린 역
- FBI (1965년)
- 킹 랫 (1965년)
- 도망자 (1963년)
- 서부의 파라딘 (1957년)
- 페리 메이슨 (1957년)
- 핫 로드 럼블 (1957년)
- 볼드 앤 브레이브 (1956년)
- 딜론 보안관 (1955년)
- 샤이안 (1955년)
- 욕망이라는 이름의 전차 (1951년)
- 스튜디오 원 (1948년)